# Carmen Domínguez
María del Carmen Domínguez Álvarez (Oviedo, 10 de septiembre de 1969) es una experta en glaciología, aventurera y exploradora polar española, doctora en matemática y cofundadora del proyecto Glackma, que ha desarrollado un método único para el estudio del cambio climático.

## Trayectoria
Nació en Oviedo pero a los 5 años se trasladó con su familia a Salamanca, ciudad en la que vive actualmente. Estudió matemáticas aplicadas en la Universidad de Groninga (Holanda) y en la Universidad de Salamanca, por la que se doctoró en 1998 y donde ejerce como Profesora Titular desde 2001.
Apasionada de la naturaleza desde niña, en su búsqueda de una aplicación práctica a la matemática que Carmen siempre ha considerado una "caja de herramientas", la acabó encontrando en una charla  de Adolfo Eraso en Madrid sobre el Perito Moreno que la convirtió en una entusiasta de los glaciares. Después de su primera exploración en el interior de un glaciar y después de su primera inmersión en la Antártida, tuvo bien claro que el resto de su vida estaría dedicado a dar a conocer a los demás, la realidad de las regiones polares. 
El proyecto GLACKMA (Glaciares, Criokarst y Ambiente) se puso en marcha en el año 2001 y posteriormente en el año  2010 fundaron, con el mismo nombre, una asociación sin ánimo de lucro, y se encargan de medir la descarga glaciar, es decir, el hielo que se pierde en forma de agua en los casquetes polares de ambos hemisferios. Para ello han implementado diversas estaciones de medición y recopilación de datos (tanto en el Ártico como en la Antártida), instaladas por ellos mismos a base de escalada, espeleología avanzada y esfuerzos durísimos, que les  permiten conocer el drenaje en el interior de los glaciares. Estas sondas proporcionan información actualizada y constante sobre la evolución del calentamiento global.
Su primera expedición a Islandia sucede en el año 1997 y desde entonces ha realizado más de 60 expediciones polares de hasta tres meses de duración, pernoctando en tiendas de campaña en lugares como Antártida, Patagonia, Islandia, Svalbard y Siberia. 'Karmenka' es el apodo que los expedicionarios polares rusos le pusieron a Carmen y que ella ha elegido como firma.
La importancia del Proyecto GLACKMA reside en que ha conseguido poner en marcha una red de estaciones de registro del deshielo glaciar a partir de un método único en el mundo, consiguiendo medir de manera precisa la evolución del Calentamiento global. Con imbatible entusiasmo, gran profesionalidad y escasos fondos públicos, el Proyecto GLACKMA ha desarrollado un revolucionario sistema de medición de la descarga glaciar (hielo  que se derrite) en los casquetes polares de ambos hemisferios. Llevan desde el 2001 generando series temporales con intervalo horario de descarga glaciar en cada una de las estaciones que tienen implementadas. Lo que GLACKMA ha creado es un eficiente indicador del cambio climático. La asociación Glackma también se destaca por su faceta pedagógica y de divulgación científica y fue declarada de Utilidad Pública por el Ministerio del Interior en 2015.

## Obra
- Diario Polar, GLACKMA (2011), ISBN 978-84-939348-1-1.[8] [9]

- Registro  continuo de la descarga glaciar un indicador en tiempo presente de la  evolución del calentamento global,  Ediciones Universidad de Salamanca (2008). ISBN 978-84-7800-333-4. ISBN 978-84-7800-333-3 (.pdf).[10]